# LaRue (álbum)
| Críticas profissionais | Críticas profissionais |
| Avaliações da crítica  | Avaliações da crítica  |
| Fonte                  | Avaliação              |
| ---------------------- | ---------------------- |
| Allmusic               | [ 1 ]                  |

LaRue é o primeiro álbum de estúdio do duo norte-americano de música cristã contemporânea, LaRue, lançado em 2 de fevereiro de 2000 em CD.

## Lista de faixas
Todas as faixas escritas e compostas por Natalie LaRue e Phillip LaRue. 
| N.º            | Título                        | Duração |  |
| 1.             | "Reason"                      | 4:05    |  |
| 2.             | "Picture Frame"               | 4:10    |  |
| 3.             | "Someday"                     | 4:53    |  |
| 4.             | "Fallen King"                 | 3:29    |  |
| 5.             | "As She Cries"                | 4:25    |  |
| 6.             | "Waiting Room"                | 3:20    |  |
| 7.             | "Always Be"                   | 4:16    |  |
| 8.             | "One Day of the Week"         | 3:15    |  |
| 9.             | "Katie"                       | 4:33    |  |
| 10.            | "Stars"                       | 3:48    |  |
| 11.            | "Run to You (The Piano Song)" | 4:55    |  |
| Duração total: | Duração total:                | 45:12   |  |